# Franziskushöhe
Koordinaten: 50° 0′ 43″ N, 9° 34′ 39″ O
Das Anwesen Franziskushöhe in Lohr am Main war eine Lungenheilanstalt in Bayern. Das Sanatorium wurde im Jahre 1901 im heutigen Lohrer Stadtteil Lindig unter dem Namen Luitpoldheim gegründet.

## Geographie
Das markante Gebäude, das im Baustil der Gründerzeit errichtet wurde, steht auf 265 m ü. NN Höhe in Spornlage auf dem Mittelberg, einem südlichen Ausläufer des Spessarts. Südlich fällt das Gelände zunächst sehr schroff um 50 Höhenmeter ab und dann, etwas sanfter, um weitere 70 m bis zum Zusammenfluss von Lohr und Main hin.
Durch seine exponierte Alleinlage ist es eine weithin sichtbare Landmarke. 

Westlich ragt der Gipfel des 371 m hohen Beilstein auf, nördlich steigt das Gelände allmählich bis auf über 530 m ü. NN Höhe zu der Sohlhöhe hin an.
Auf dem Gelände sind 30 Gehölzarten erfasst. Die am Fuße des Hanges befindliche Krim-Linde wurde nach Vermutung des bestandserfassenden Landschaftspflegers bei Eröffnung des Sanatoriums gepflanzt.

## Geschichte des Luitpoldheims
Erbaut wurde das Sanatorium vom Verein zur Errichtung eines Sanatoriums für unbemittelte Lungenkranke, der von Wilhelm von Leube gegründet wurde. Ursprünglich war der Bau zwar bereits 1896 beschlossen, jedoch reichten die Lohrer Bürger damals über 550 Unterschriften mit diversen Bedenken – insbesondere aus Angst vor der Ansteckung an Lungentuberkulose – gegen den Bau ein, was den Baubeginn verzögerte. Letztendlich wurde der Bau des Gebäudes mit seinen charakteristischen Erkern im Mittelteil der Fassade vom damaligen Bürgermeister Franz Joseph Keßler aber durchgesetzt und 1901 vollendet. Architekt war der Würzburger Christoph Mayer (1864–1931). Benannt wurde das Sanatorium nach seiner Fertigstellung zu Ehren von Prinzregent Luitpold von Bayern als Sanatorium Luitpoldheim.
Der vom Verein von der Stadt Lohr für letztendlich 15.000 Mark erworbene Baugrund wurde im Winter 1896/97 abgeholzt. Der Grundstein wurde am 16. November 1899 gelegt, schon zwei Jahre später nach der Eröffnung am 27. Juni 1901 waren unter dem leitenden Arzt Oskar Pischinger (1873–1928) 40 männliche Patienten dort untergebracht. Mitte 1906 waren es gut 60 Patienten. Die Krankenpflege und Hauswirtschaft übernahmen von Beginn an bis zur Aufgabe der Klinik zehn Schwestern der Würzburger Kongregation Töchter des Allerheiligsten Erlösers, eine Filiale der Kongregation der Schwestern des Erlösers. Die hoch über der Stadt direkt am Waldrand gelegene Heilanstalt verfügte über ein weitläufiges Außengelände mit Obstgarten, Wiesen und Liegehallen, in denen die Patienten die als heilend angesehene Spessart-Luft atmen konnten. Die keimhaltigen Abwässer wurden in ein Dreikammersystem abgeleitet, in dem sie unter Kalkzusatz sedimentieren. Bei der vom 6. bis 8. Oktober 1910 in Brüssel abgehaltenen IX. Internationalen Tuberkulose-Konferenz wurden die Leitsätze der Internationalen Vereinigung gegen die Tuberkulose festgehalten, bei der auch Maria Pischinger, die Ehefrau von Oskar Pischinger, die ebenfalls in der Klinik mitwirkte, ihre Leitsätze „Die Frau des Heilstättenarztes als seine Helferin“ einbrachte.
Im August 1911 wurde die Einrichtung für 236.424 Mark an die Landesversicherungsanstalt Unterfranken verkauft, von dieser als Lungenheilstätte weiterbetrieben und im Ersten Weltkrieg auch als Lazarett genutzt. Neben einem mittlerweile hohen Anteil an Versicherungs- und Kassenkranken kamen jetzt zunehmend mehr lungenkranke Soldaten (vorwiegend vom II. Kgl. Bayer. Armee-Korps) hinzu, deren Versorgungskosten die Militärverwaltung trug. Während am 1. Januar 1915 unter 50 anwesenden Patienten noch 37 Versicherungskranke und sechs Soldaten waren, so waren es bereits am gleichen Tag ein Jahr darauf unter 62 anwesenden Kranken 18 Versicherungskranke und 30 Soldaten. 1917 standen 45 Betten für Militärangehörige zur Verfügung.
Für weibliche Lungenkranke wurde im Wald oberhalb von Sackenbach am 11. Juli 1914 das Maria-Theresia-Heim eröffnet, wo ebenfalls Schwestern der Kongregation Töchter des Allerheiligsten Erlösers die Pflege bis 1985 übernahmen. Oskar Pischinger war von 1913 bis 1925 Vorsitzender der Vereinigung der Lungenheilanstaltsärzte, die er mit seinem Vorgänger im Amt Nikolaus Nahm (1865–1912) und anderen Heilstättenärzten der Umgebung ins Leben rief, und die sich bald über das gesamte Gebiet des Deutschen Reiches ausbreitete (aufgegangen in der DGP). Anlässlich der Eröffnung des Maria-Theresia-Heims wurde ihm der Titel Sanitätsrat verliehen. In Zusammenarbeit mit der Auskunfts- und Fürsorgestelle für Lungenkranke in Nürnberg bot sein Haus in Lohr 1919 und 1920 jeweils zweimonatige Fortbildungskurse für Fürsorgeschwestern im Bereich der Pflege Tuberkulose-Erkrankter an. Pischinger starb nach einem wiederholten Schlaganfall in Magadino.
Zum Chefarzt des Hauses wurde der Lungenfacharzt Theodor Landgraf gewählt, der seit 1925 Leitender Arzt des Kurhauses Lohr und das Sanatorium in Bad Rehburg gewesen war. In der Zeit des Nationalsozialismus wurde das Heim beschlagnahmt. Theodor Landgraf leitete ab Frühjahr 1942 zunächst auch das im Knabeninternat Aloysianum (Rodenbacher Straße 28) eingerichtete Reservelazarett für Chirurgie und Innere Medizin, das bis zu 330 Betten hatte.
1951 fand die Klinik im Bayerischen Ärzteblatt als Männerheilstätte Luitpoldheim Erwähnung. 1959 wurde das Luitpoldheim in der 21. Sitzung des bayerischen Landtages erwähnt. Zu dieser Zeit war es mit 95 Betten ausgestattet.

## Nachnutzung

### Familienerholungsheim Franziskushöhe
1969 wurden die Gebäude und das Gelände an die Dillinger Franziskanerinnen für knapp sechs Millionen D-Mark verkauft, die dem Komplex den heutigen Namen „Franziskushöhe“ nach ihrem Schutzheiligen Franz von Assisi gaben. Ursprünglich sollte das Anwesen für ein Frauenkloster und ein Internat genutzt werden. Dieser Plan wurde zugunsten eines 1974 eröffneten Familienerholungsheims verworfen. Bis ins Jahr 1994 hatten über 10.000 Familien das Angebot genutzt, dann musste der Betrieb eingestellt werden, da das Freizeitverhalten der Familien sich verändert hatte und nicht mehr ausreichend Nachwuchs bei den Dillinger Franziskanerinnen für den Betrieb zur Verfügung stand. Mitte 2000 wurde der Verkauf des Anwesens beschlossen.

### Hotel „Franziskushöhe“
2001 kaufte Hermann Joha das Haus und umgebende Gelände vom Orden und baute es in das heutige 4-Sterne-Hotel „Franziskushöhe“ mit 68 Zimmer und 140 Betten um. Das am 18. April 2005 eröffnete Hotel beschäftigt rund 50 Mitarbeiter und wurde von der Franziskushöhe GmbH in Hürth betrieben. Anfang 2020 gab Joha den Verkauf an die Hotelkette Michel mit Übergabe am 1. März 2020 bekannt.